# Всесвітній день вишиванки
Всесвітній день вишиванки — міжнародне свято, яке покликане зберегти давні народні традиції створення та носіння етнічного вишитого українського одягу. Дата проведення — щороку в третій четвер травня. Свято не прив'язане до жодного державного чи релігійного. До нього може долучитися будь-хто, одягнувши вишиванку.

## Історія
Святу передувала акція «Всесвітній день вишиванки», котру в 2006 році запропонувала студентка факультету історії, політології та міжнародних відносин Чернівецького національного університету імені Юрія Федьковича Леся Воронюк. До цього спонукав її друг Ігор Житарюк, який прийшов на пару у вишиванці. Леся запропонувала одногрупникам та іншим студентам обрати один день і всім разом одягнути вишиванки. Спочатку вишиванки одягнули кілька десятків студентів та кілька викладачів факультету. Та вже протягом наступних років свято розрослося до всеукраїнського рівня, до нього почала долучатися українська діаспора по всьому світу, а також прихильники України. Співзасновники Дня вишиванки надсилали листи до державних органів з проханням підтримати студентів у започаткуванні свята.
Перші роки свято найширше відзначалося в Чернівцях. Дата, третій четвер травня, була обрана з наміром підкреслити, що святкування припадає на будній день, і що вишиванка – органічна складова повсякденної культури українців.

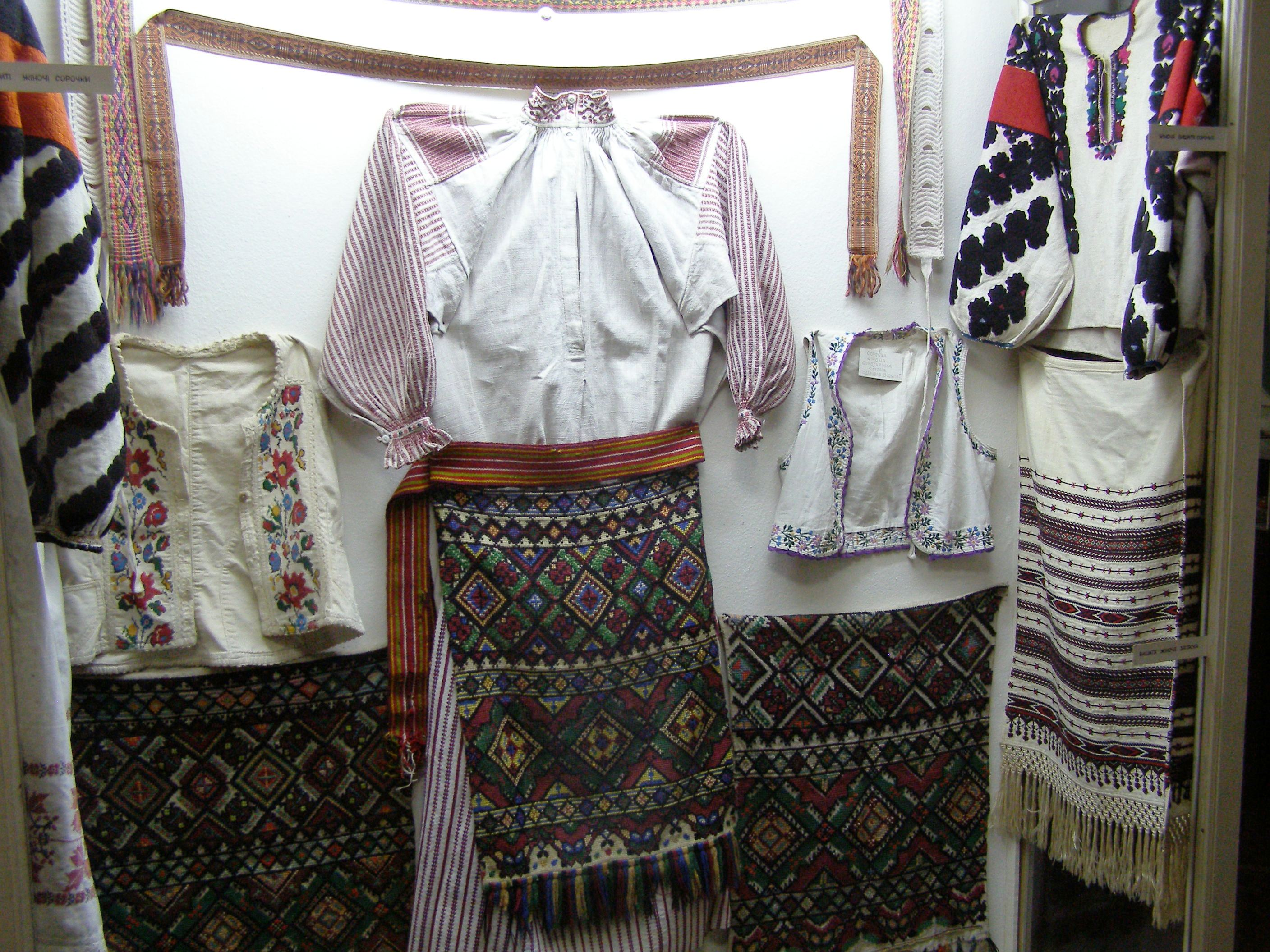
Народні костюми у музеї Бережан на Тернопільщині

Надалі сформувалася традиції проводити конкурси у інтернет-мережі, наприклад, «Найкраща вишиванка» або «Найкраще фото» у вишиванці. Фото у вишиванках викладають у мережу не лише жителі України, а також і українці за кордоном. З огляду на російсько-українську війну, що триває з 2014 року, свято стало нагодою актуалізувати національну ідентичність українців. Попит на вишиванки зріс після широкого вторгнення Росії. Чимало публічних осіб популяризовують носіння вишиванки.
Ініціативи з надання святу статусу державного не отримали успіху. Втім Леся Воронюк зазначає, що офіційність свята накладає зобов'язання на людей, а його неофіційний характер лишає більше свободи.
Популярності свята сприяє уявлення про вишиту сорочку як оберіг і популяризація відомостей про регіональні традиції вишивання в Україні. Воно посприяло використанню давніх традиційних елементів вишивки в сучасному одязі. День вишиванки слугує приводом для науково-популярних матеріалів, які розповідають про історію та традиції давнього та сучасного вишитого одягу.

## Хроніка відзначення

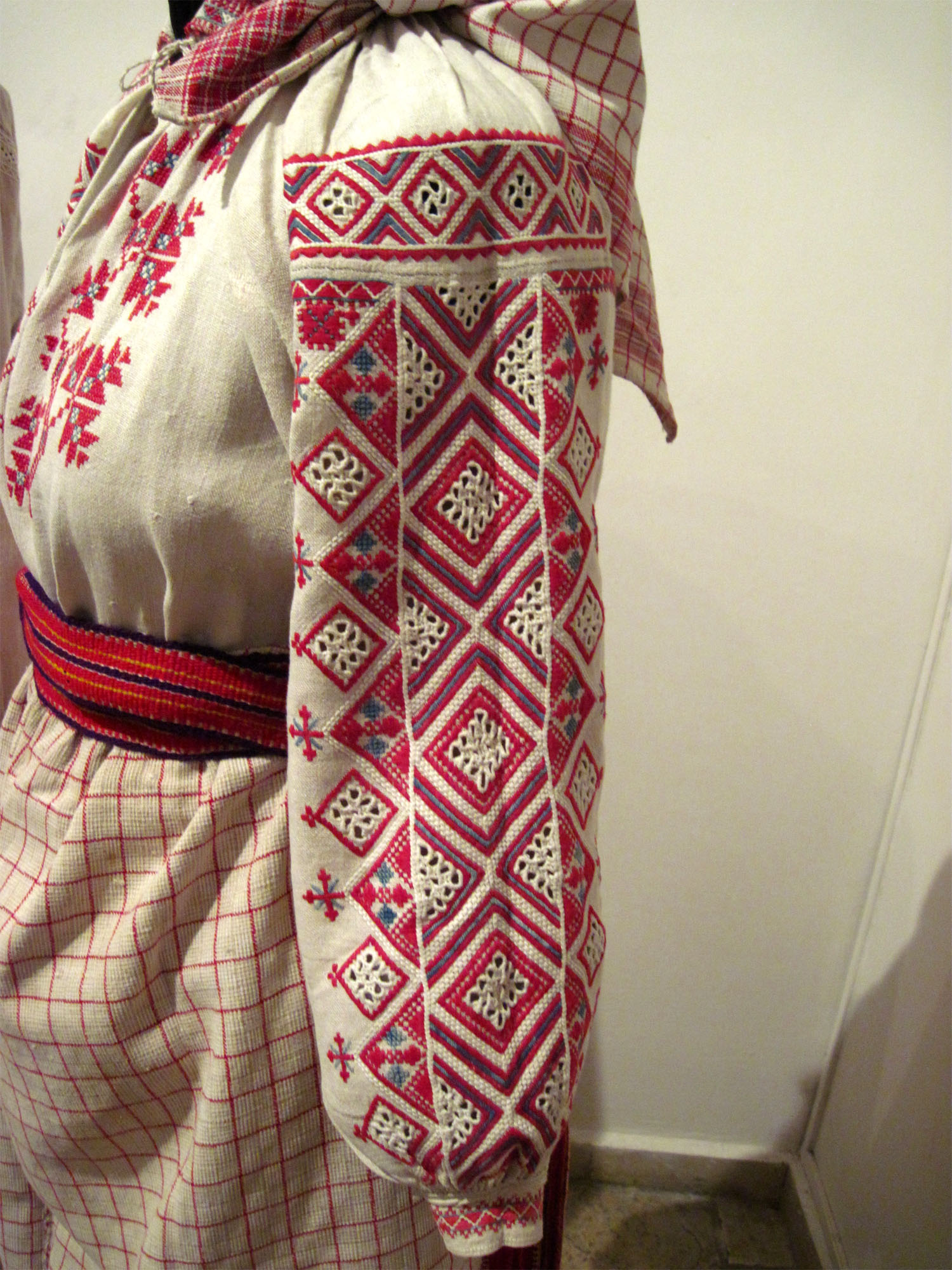
Жіноча вишита сорочка

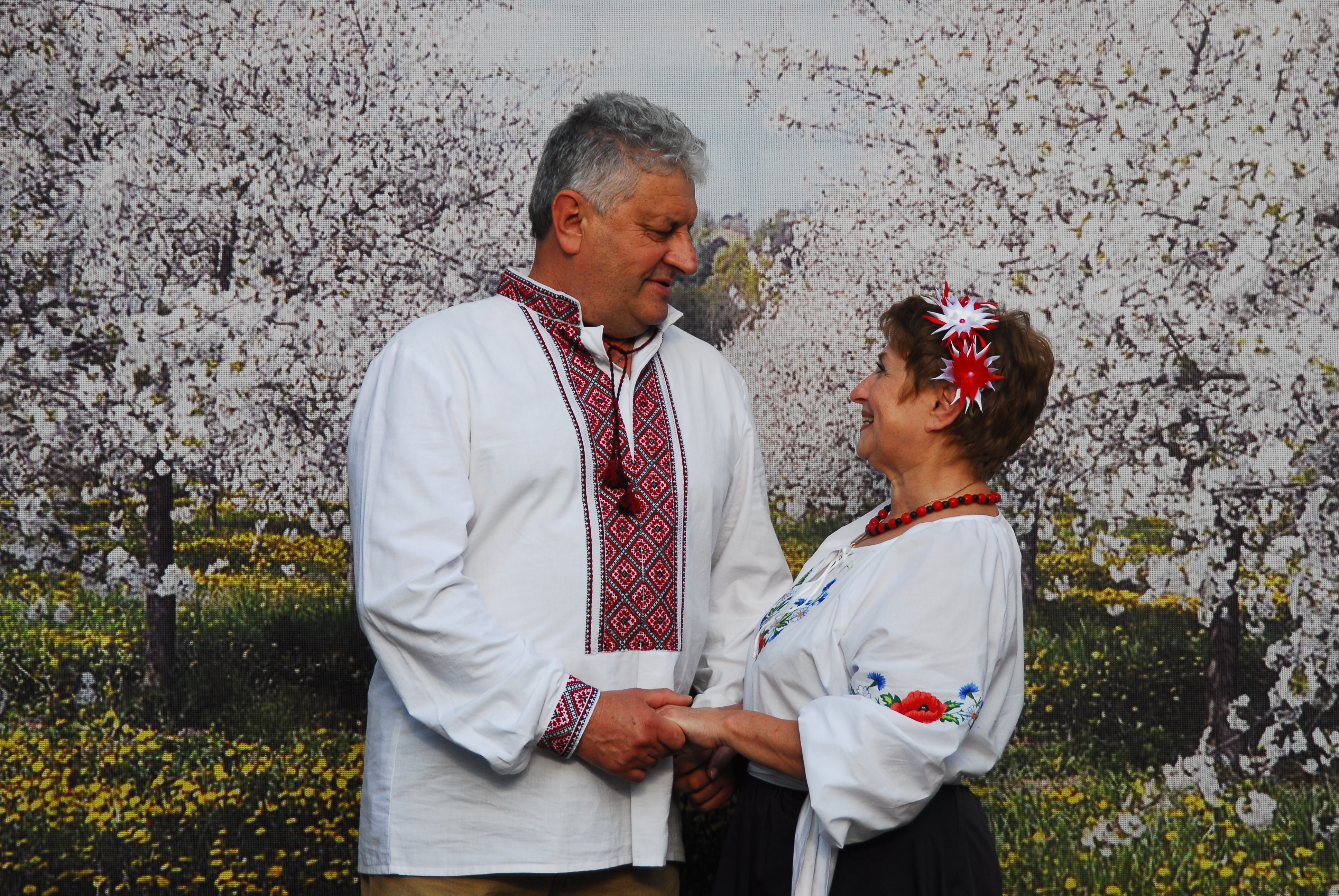
Сімейна пара у вишиванках

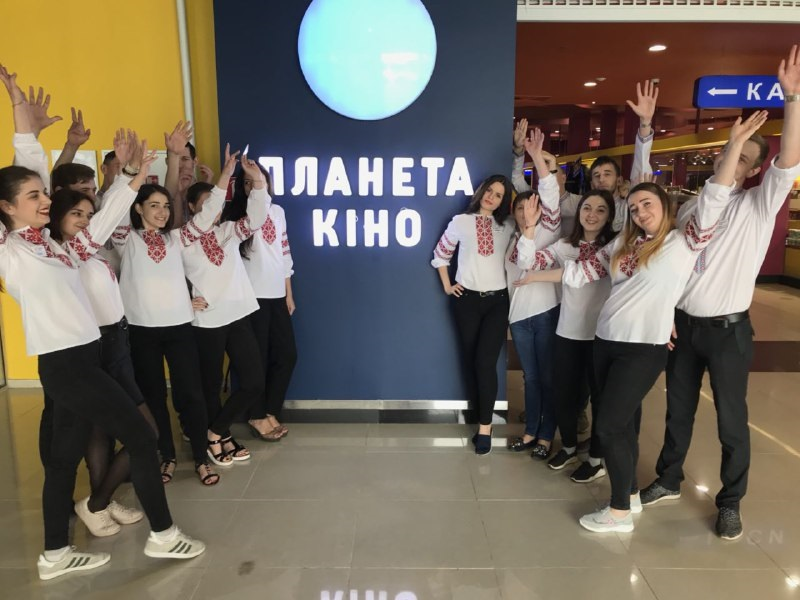
17 травня 2018 року — колектив одеського кінотеатру святкує День вишиванки

2006 — започаткування свята.
2007 — свято відзначили студенти факультету історії, політології та міжнародних відносин Чернівецького національного університету імені Юрія Федьковича. Учасниками стали кілька десятків студентів.
2008-2009 — святкування поширилося на всі факультети Чернівецького національного університету імені Юрія Федьковича. Студентів та викладачів підтримали колеги з інших вишів, а також бібліотеки, школи, дитячі садки.
2010 — до участі в акції цього року долучились державні службовці, міський голова Чернівців, викладачі університету та навіть таксисти. Приєднатись до Дня вишитої сорочки ініціатори акції попросили і президента Віктора Януковича. Вони написали до нього відкритого листа. Свято підтримали в Запоріжжі, Сімферополі, Львові, Рівному.
2011 — п'ятирічний ювілей свята ознаменувався встановленням Гіннесівського рекорду за кількістю людей у вишиванках в одному місці. На Центральній площі Чернівців зібралося понад 4000 людей у вишиванках. Цього ж року швейним підприємством була пошита величезна вишиванка (4 на 10 метрів) для центрального корпусу Чернівецького національного університету імені Юрія Федьковича. Масштабні святкування Дня вишиванки почалися саме з 2011 року.

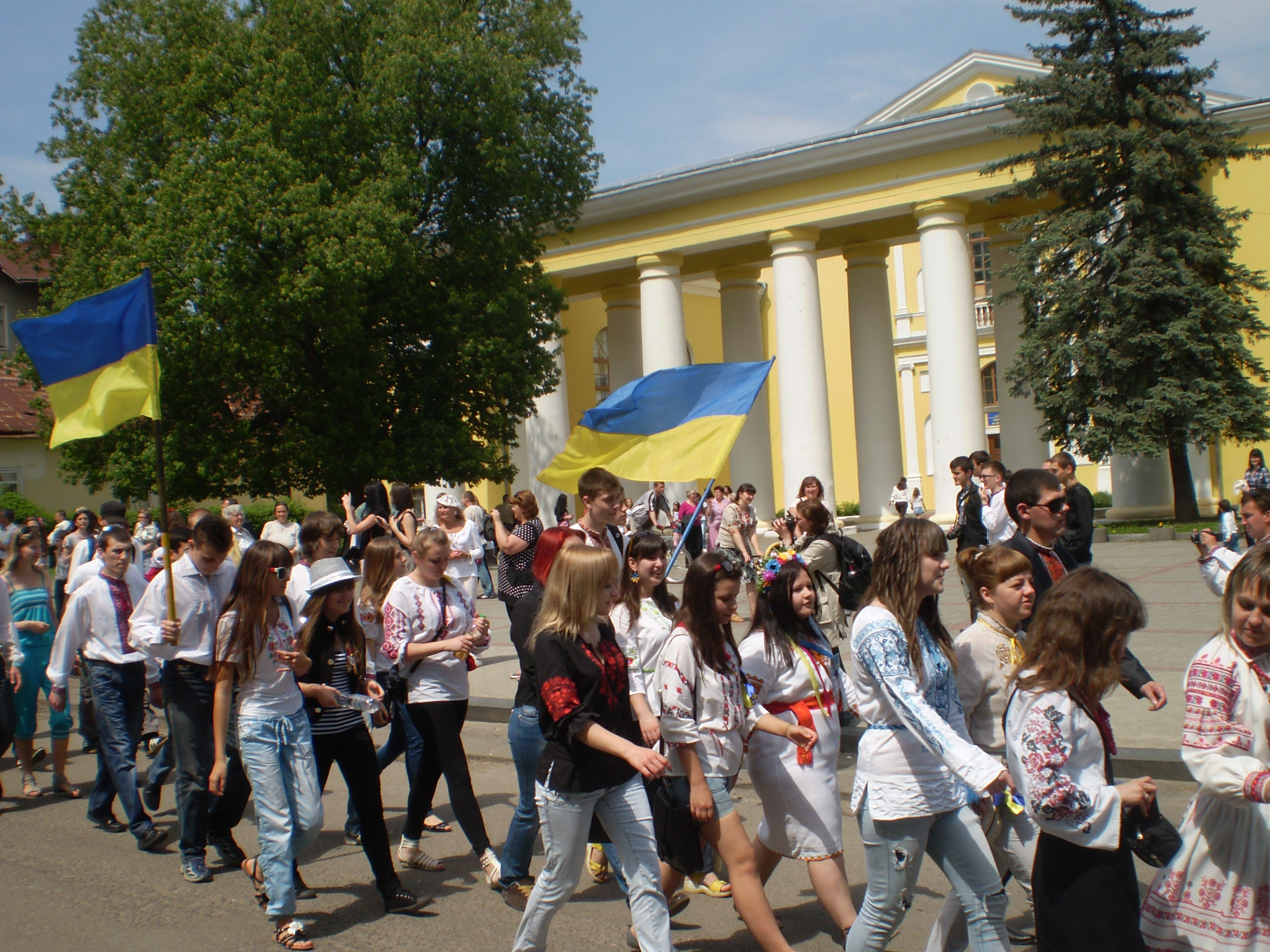
День вишиванки в Дрогобичі. Початок святкового маршу дрогобичан вулицями міста від Народного дому, 2012

2012 — 13 грудня на свято Андрія на географічному факультеті Львівського національного університету імені Івана Франка проводилась акція «День вишиванки на географічному». Цього дня студенти, аспіранти, викладачі та співробітники факультету прийшли на пари та роботу у вишиваних сорочках.
Започатковано традицію дарувати вишиванки немовлятам, народженим цього дня в Чернівцях. Саме з цієї події починаються заходи кожного наступного року.
2013 — свято позначилося університетським благодійним ярмарком солодощів, на котрому було зібрано майже 16 тисяч гривень та передано онкохворим діткам, що лікуються в обласній дитячій лікарні. Акція продовжилася і вночі та закінчилася авторською люмінесцентною фотовиставкою Олександра Ткачука «Орнаменти, що світяться».
2014 — цьогоріч у рамках свята було оголошено конкурс на найкраще сімейне, родинне фото у вишиванках. З-поміж найцікавіших заходів — підбиття підсумків всеукраїнського фотоконкурсу «Моя родина у вишиванці», а також одночасне виконання студентами у вишиванках державного гімну по всій Україні. Свято підхопили 8 країн світу: Канада, США, Італія, Німеччина, Франція, Росія, Румунія, Португалія.
2015 — 21 травня. Організатори закликали усю Україну в цей день одягнути вишиванку на знак єдності. Започаткована акція «Подаруй вишиванку захиснику», яка має на меті підняти бойовий і моральний дух українських воїнів в зоні АТО. Військовим на передову за допомогою волонтерів передали вишиванки, аби вони служили оберегом. Свято ознаменувалося всесвітнім масштабом, до акції долучилися близько 50 країн світу.
2016 — 19 травня. На цей день та наступні вихідні заходи планувалися в різних містах України і світу.
2017 — 18 травня. Депутати Верховної України прийшли до сесійній залі у вишиванках. Крім того, у стінах українського парламенту пройшов показ колекції вишиванок дизайнера Олесі Теліженко.
2018 — 17 травня. В українських аеропортах проводилася інформаційна акція «Вишиванка летить у мандри».
2019 — 16 травня. У вишиванках прийшли у сесійну залу парламенту України щонайменше половина народних депутатів. Ведучі переважної більшості телепрограм вийшли в ефір в українському національному вбранні. В різних містах люди в вишиванках формували фігури. Святкування супроводжувалося акцією «Вишиванка – одяг вільних» з вимогою від громадських активістів звільнення українських політв'язнів.
2020 — 21 травня. Масові заходи не проводилися через пандемію COVID-19. Оргкомітет присвятив свято  українській родині та родоводу.
2021 — 20 травня. Відбувався в форматі Дня вуличної етномузики.
2022 — 19 травня. Святкування відбулося без масових заходів через воєнний стан.
2023 — 18 травня. Частина масових заходів (концерти, виставки) почалися в містах України напередодні, 17 травня. Ще частина заходів 18 травня була присвячена до Дня матері. Того ж дня, у м. Торонто в Марші вишиванок взяла участь чисельна українська громада Канади. Від 2023 року і в подальшому, маленькі українці, що народилися у Канаді, при реєстрації у консульствах отримуватимуть у подарунок вишиванки, — про це повідомило посольство України в Канаді.Проїзд у громадському транспорті Тернополя для жителів та гостей міста у вишиванках чи вишитих сорочках – безкоштовний. 
2024 — 16 травня. Виконавчий комітет Тернопільської міської ради ухвалив рішення, що 16 травня, у Всесвітній день вишиванки, проїзд у громадському транспорті Тернополя для жителів та гостей міста у вишиванках чи вишитих сорочках буде безплатним.
2025 — 15 травня. Організатори свята закликали українців з усіх куточків України в цей день одягнути вишиванки, продемонструвавши таким чином єдність народу та духовну свідомість. У багатьох містах відбулися святкові ярмарки, де можна було придбати вишиванку, та ближче познайомитися з українською культурою.